# Сидори (Кременчуцький район)
Сидори́ — село в Україні, у Градизькій селищній громаді Кременчуцького району Полтавської області. Населення становить 142 особи.

## Географія
Село Сидори розташоване на березі річки Крива Руда, нижче за течією на відстані 1 км розташовано село Горби, на відстані 1 км розташовано село Білоусівка.

## Історія
У 1932—1933 роках сіло Горби відносили до Харківської області.
У Національній книзі пам'яті жертв Голодомору 1932—1933 років в Україні вказано, що 4 жителі села загинули від голоду:
- Гупало Оришка Данилівна, мати Гупалів Сергія та Степана.
- Гупало Сергій Карпович, 1917 р.н., син Гупало Оришки Данилівни. Померла також його бабуся.
- Гупало Степан Карпович, 1919 р.н., син Гупало Оришки Данилівни.

## Населення
Населення села на 1 січня 2011 року становить 142 особи.
- 2001 — 205.
- 2011 — 142.

### Мова
Розподіл населення за рідною мовою за даними перепису 2001 року:
| Мова       | Кількість | Відсоток |
| ---------- | --------- | -------- |
| українська | 198       | 96.59%   |
| російська  | 7         | 3.41%    |
| Усього     | 205       | 100%     |